# Bill Skarsgård
Bill Istvan Günther Skarsgård  (* 9. srpna 1990 Vällingby) je švédský herec, producent, režisér, spisovatel, hlasový herec a model. Nejvíce se proslavil filmovou rolí tančícího klauna Pennywise z hororu To (2017) a To Kapitola 2 (2019) podle stejnojmenného románu Stephena Kinga.

## Životopis
Narodil se 9. srpna 1990 ve Vällingby. Je synem herce Stellana Skarsgårda a lékařky My Skarsgård. Má sedm sourozenců, jimiž jsou Alexander, Gustaf, Valter (všichni jsou herci) a Sam, Eija, Ossian, a Kolbjörn. Ossian a Kolbjörn jsou nevlastní bratři z druhého manželství jeho otce s Megan Everett.

### Kariéra
V roce 2011 byl nominován na cenu Guldbagge Award za roli Simona v seriálu Simonův vesmír. Když mu bylo 21 let, vyhrál cenu Evropské filmové akademie Shooting Stars Award. Počátkem roku 2013 hrál v roli Romana Godfreye v televizním seriálu z netflixové produkce Hemlock Grove.
V dubnu 2014 byl na obálce pánského módního časopisu Hero. Fotografii na obálce nafotila Heidi Slimande. V čísle byl rozhovor, který s ním vedl jeho otec.
Jeho první větší rolí v americkém filmu byla role Matthewa ve sci-fi trilleru Aliance (2016). Dále si zahrál roli tančícího klauna Pennywise v hororu To (2017), kterou si zopakoval v následujícím sequelu v roce 2019. V roce 2018 hrál v televizním seriálu Castle Rock. Téhož roku ztvárnil postavu Zeitgeista ve filmu Deadpool 2. V roce 2020 hrál ve 4. episodě televizní antologie Soulmates. V roce 2021 namluvil hlavního antagonistu Kra ve filmu Eternals. V roce 2022 si zahrál v netflixové minisérii Clark, kde ztvárnil Clarka Olofssona, notoricky známého švédského zločince, jehož účast na loupeži v Norrmalmstorg dala vzniknout pojmu stockholmský syndrom.
Skarsgård si zahraje ve filmu John Wick: Kapitola 4. Byl obsazen do hlavní role v rebootu The Crow z režie Ruperta Sanderse a byl obsazen do hlavní role hraběte Orloka v remaku Nosferatu.

### Soukromí
Je ve vztahu s herečkou Alidou Morberg. V říjnu 2018 se jim narodila dcera.

## Filmografie

### Film
| Rok  | Název                         | Role                    | Poznámky               |
| ---- | ----------------------------- | ----------------------- | ---------------------- |
| 2000 | Ztraceni beze stopy           | Klasse                  |                        |
| 2007 | Myskväll                      | Victor                  | krátký film            |
| 2008 | Pigan brinner!                | Tonårs-Nosferatu        | krátký film            |
| 2008 | Arn – Riket vid vägens slut   | Erik                    |                        |
| 2009 | Kenny Begins                  | Pontus                  |                        |
| 2010 | Simonův vesmír                | Simon                   |                        |
| 2010 | Za modrým nebem               | Martin                  |                        |
| 2011 | Korunovační klenoty           | Richard Persson         |                        |
| 2011 | Šimon a duby                  | Šimon                   |                        |
| 2012 | Anna Karenina                 | Kapitán Makhotin        |                        |
| 2013 | Viktorie                      | Otto                    |                        |
| 2016 | Aliance                       | Matthew                 |                        |
| 2016 | A Stone Appears               | Man                     | krátký film            |
| 2017 | Atomic Blonde: Bez lítosti    | Merkel                  |                        |
| 2017 | Alteration                    | Alejandro               | krátký film            |
| 2017 | Do You Like The Taste of Beer | Man                     | krátký film            |
| 2017 | To                            | Pennywise               |                        |
| 2017 | Battlecreek                   | Henry                   |                        |
| 2017 | Vánoce s mumínky              | Mumínek (hlas)          | [ 17 ]                 |
| 2018 | Mladí zabijáci                | Mark                    |                        |
| 2018 | Deadpool 2                    | Axel Cluney / Zeitgeist |                        |
| 2019 | Villains                      | Mickey                  |                        |
| 2019 | To Kapitola 2                 | Pennywise               |                        |
| 2020 | Nine Days                     | Kane                    |                        |
| 2020 | Ďábel                         | Willard Russell         |                        |
| 2021 | Zákon vesmíru                 | Dane                    |                        |
| 2021 | Eternals                      | Kro                     | hlas a motion capture  |
| 2022 | Barbar                        | Keith Toshko            | také výkonný producent |
| 2023 | John Wick: Chapter 4          | Marquis                 |                        |
| 2023 | Boy Kills World               | Boy                     | Připravovaný           |
| 2023 | The Crow                      | Eric Draven / Vrána     | Připravovaný           |
| 2024 | Nosferatu                     | Hrabě Orlok             |                        |

### Televize
| Rok       | Název                              | Role                                                     | Poznámky           |
| --------- | ---------------------------------- | -------------------------------------------------------- | ------------------ |
| 2002      | Laura Trenter – Dad, the Policeman | Tony                                                     | 2 episody          |
| 2009      | Livet i Fagervik                   | Mårten                                                   | 1 episoda          |
| 2013–2015 | Hemlock Grove                      | Roman Godfrey                                            | Hlavní role        |
| 2018–2019 | Castle Rock                        | Henry Deaver / The Kid (1. sezóna) The Angel (2. sezóna) |                    |
| 2020      | Soulmates                          | Mateo                                                    | Episoda: „Layover” |
| 2022      | Clark: Hvězdný zločinec            | Clark Olofsson                                           | Hlavní role        |

## Ocenění a nominace
| Rok  | Cena                                   | Název          | Kategorie                                                             | Výsledek  | ref.   |
| ---- | -------------------------------------- | -------------- | --------------------------------------------------------------------- | --------- | ------ |
| 2011 | Guldbagge Awards                       | Simonův vesmír | Nejlepší herec                                                        | nominace  |        |
| 2011 | Young Artist Awards                    | Simonův vesmír | Nejlepší výkon v mezinárodním celovečerním filmu – hlavní mladý herec | nominace  |        |
| 2012 | Berlínský mezinárodní filmový festival |                | Shooting Stars Award                                                  | vítězství |        |
| 2017 | Fright Meter Awards                    | To             | Nejlepší herec ve vedlejší roli                                       | vítězství |        |
| 2017 | Seattle Film Critics Awards            | To             | Nejlepší padouch                                                      | nominace  |        |
| 2018 | Saturn Awards                          | To             | Nejlepší herec ve vedlejší roli                                       | nominace  | [ 20 ] |
| 2018 | MTV Movie & TV Awards                  | To             | Nejlepší padouch                                                      | nominace  | [ 21 ] |
| 2018 | Teen Choice Awards                     | To             | Volba filmového padoucha                                              | nominace  |        |
| 2020 | Fright Meter Awards                    | To Kapitola 2  | Nejlepší herec ve vedlejší roli                                       | nominace  |        |
| 2020 | Fright Meter Awards                    | To Kapitola 2  | Nejlepší herecký soubor                                               | vítězství |        |